# Miribel (Ain)
|  | Per a altres significats, vegeu «Cantó de Miribel». |

Miribel és un municipi francès al departament d'Ain i a la regió d'Alvèrnia-Roine-Alps. L'any 2007 tenia 8.963 habitants.

## Demografia

### Població
El 2007 la població de fet de Miribel era de 8.963 persones. Hi havia 3.365 famílies de les quals 962 eren unipersonals (391 homes vivint sols i 571 dones vivint soles), 907 parelles sense fills, 1.186 parelles amb fills i 310 famílies monoparentals amb fills.
La població ha evolucionat segons el següent gràfic:

### Habitatges
El 2007 hi havia 3.562 habitatges, 3.440 eren l'habitatge principal de la família, 27 eren segones residències i 95 estaven desocupats. 1.833 eren cases i 1.719 eren apartaments. Dels 3.440 habitatges principals, 1.942 estaven ocupats pels seus propietaris, 1.397 estaven llogats i ocupats pels llogaters i 101 estaven cedits a títol gratuït; 56 tenien una cambra, 371 en tenien dues, 725 en tenien tres, 1.013 en tenien quatre i 1.275 en tenien cinc o més. 2.390 habitatges disposaven pel capbaix d'una plaça de pàrquing. A 1.590 habitatges hi havia un automòbil i a 1.427 n'hi havia dos o més.

### Piràmide de població
La piràmide de població per edats i sexe el 2009 era:
| Homes | Edats   | Dones |
| ----- | ------- | ----- |
| 0     | 95 o +  | 8     |
| 8     | 90 a 94 | 44    |
| 40    | 85 a 89 | 136   |
| 24    | 80 a 84 | 60    |
| 84    | 75 a 79 | 164   |
| 128   | 70 a 74 | 156   |
| 144   | 65 a 69 | 192   |
| 148   | 60 a 64 | 156   |
| 248   | 55 a 59 | 216   |
| 240   | 50 a 54 | 280   |
| 312   | 45 a 49 | 272   |
| 316   | 40 a 44 | 340   |
| 384   | 35 a 39 | 364   |
| 288   | 30 a 34 | 336   |
| 304   | 25 a 29 | 272   |
| 268   | 20 a 24 | 240   |
| 308   | 15 a 19 | 280   |
| 364   | 10 a 14 | 336   |
| 312   | 5 a 9   | 288   |
| 200   | 0 a 4   | 300   |

## Economia
El 2007 la població en edat de treballar era de 5.862 persones, 4.344 eren actives i 1.518 eren inactives. De les 4.344 persones actives 3.953 estaven ocupades (2.062 homes i 1.891 dones) i 391 estaven aturades (178 homes i 213 dones). De les 1.518 persones inactives 405 estaven jubilades, 602 estaven estudiant i 511 estaven classificades com a «altres inactius».

### Ingressos
El 2009 a Miribel hi havia 3.531 unitats fiscals que integraven 8.818 persones, la mediana anual d'ingressos fiscals per persona era de 20.485 €.

### Activitats econòmiques
Dels 540 establiments que hi havia el 2007, 8 eren d'empreses extractives, 13 d'empreses alimentàries, 6 d'empreses de fabricació de material elèctric, 65 d'empreses de fabricació d'altres productes industrials, 52 d'empreses de construcció, 108 d'empreses de comerç i reparació d'automòbils, 22 d'empreses de transport, 33 d'empreses d'hostatgeria i restauració, 10 d'empreses d'informació i comunicació, 27 d'empreses financeres, 31 d'empreses immobiliàries, 76 d'empreses de serveis, 62 d'entitats de l'administració pública i 27 d'empreses classificades com a «altres activitats de serveis».
Dels 118 establiments de servei als particulars que hi havia el 2009, 1 era una oficina d'administració d'Hisenda pública, 1 gendarmeria, 1 oficina de correu, 7 oficines bancàries, 1 funerària, 13 tallers de reparació d'automòbils i de material agrícola, 1 autoescola, 6 paletes, 9 guixaires pintors, 11 fusteries, 6 lampisteries, 9 electricistes, 1 empresa de construcció, 10 perruqueries, 1 veterinari, 2 agències de treball temporal, 22 restaurants, 10 agències immobiliàries, 1 tintoreria i 5 salons de bellesa.
Dels 27 establiments comercials que hi havia el 2009, 1 era un hipermercat, 4 botiges de menys de 120 m², 4 fleques, 7 carnisseries, 2 llibreries, 2 botigues de roba, 1 una botiga d'electrodomèstics, 1 una botiga de mobles, 1 un drogueria i 4 floristeries.
L'any 2000 a Miribel hi havia 43 explotacions agrícoles que ocupaven un total de 1.281 hectàrees.

## Equipaments sanitaris i escolars
El 2009 hi havia 1 hospital de tractaments de mitja durada (seguiment i rehabilitació), 3 farmàcies i 2 ambulàncies.
El 2009 hi havia 2 escoles maternals i 5 escoles elementals. A Miribel hi havia 2 col·legis d'educació secundària, 1 liceu d'ensenyament general i 1 liceu tecnològic. Als col·legis d'educació secundària hi havia 805 alumnes, als liceus d'ensenyament general n'hi havia 62 i als liceus tecnològics 192.

## Poblacions properes
El següent diagrama mostra les poblacions més properes.